# Prästgårdsåsens naturreservat
Prästgårdsåsens naturreservat är ett naturreservat i Varbergs kommun i Hallands län.
Reservatet består av en gammal ekskog där det också finns en ekhassellund.